# الميل الحدي للاستهلاك
الميل الحدي للاستهلاك (بالإنجليزية: Marginal propensity to consume)‏ ويقصد به النسبة بين الزيادة في الاستهلاك التي يتبعها زيادة بسيطة في الدخل القومي، وبين الزيادة في الدخل.
أو بمعنى آخر، النسبة بين التغير في الاستهلاك والتغير في الدخل الذي أوجده، فلو زاد الدخل بمقدار 150 مثلا وزاد الاستهلاك تبعا لذلك بمقدار 50، فإن الميل الحدي للاستهلاك يكون : 50/150.